# Interferone
Interferone (IFN, von lateinisch interferre ‚eingreifen‘, ‚sich einmischen‘) sind Proteine oder Glykoproteine, die eine immunstimulierende, vor allem antivirale und antitumorale Wirkung entfalten (siehe auch Zytokine).
Sie werden als körpereigene Gewebshormone in menschlichen und tierischen Zellen gebildet, vor allem von Leukozyten (weiße Blutkörperchen, z. B. T-Lymphozyten, Monozyten) und Fibroblasten. Eine ähnliche Funktion bei Pflanzen erfüllen die Phytoalexine.

## Einteilung in Gruppen

### Alpha-Interferon

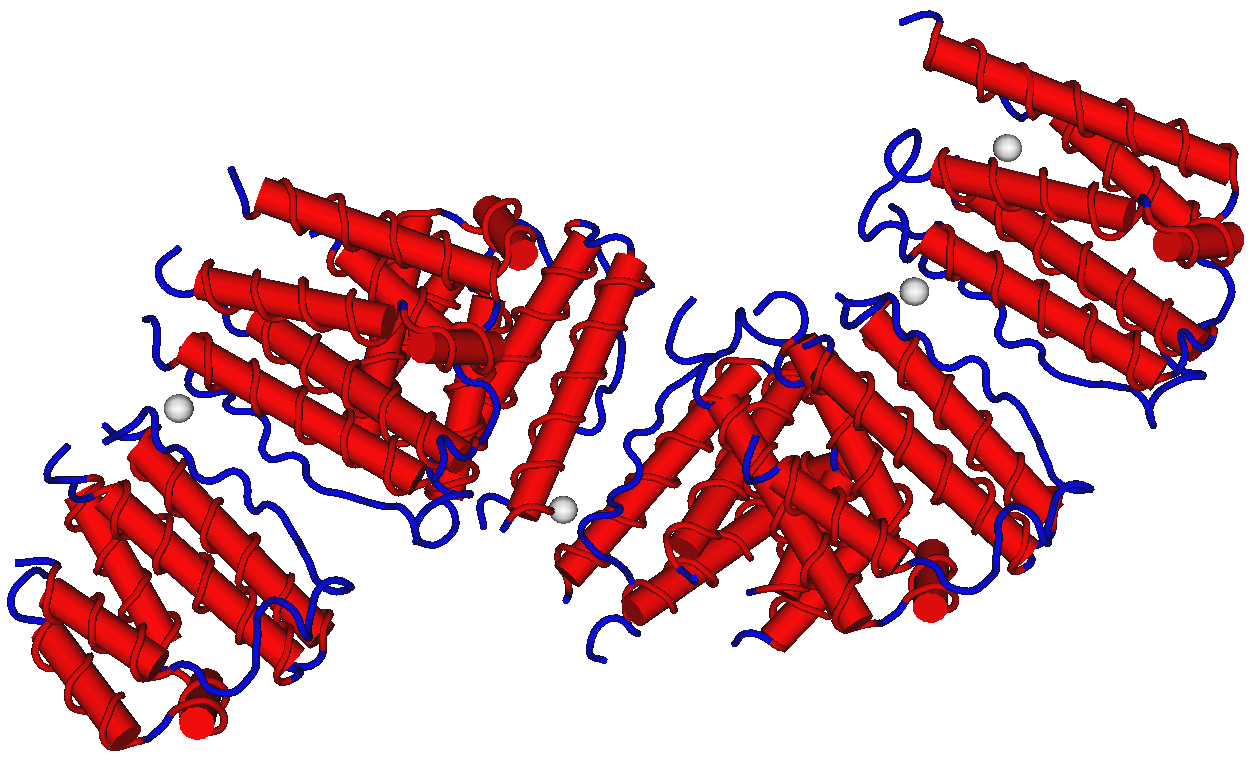
Humanes Interferon alpha

Alpha-Interferon (IFN-α; auch „Leukozyten-IFN“, früher Typ-I-Interferon) ist ein Protein aus 166 Aminosäuren. Es gibt 23 bekannte Varianten, die meisten davon sind nicht glykosyliert.
Alpha-Interferon kann von vielen Zelltypen gebildet werden, als Antwort auf die Erkennung viraler oder bakterieller Nukleinsäure. Es aktiviert  virusinfizierte sowie umliegende nichtinfizierte Zellen. In diesen Zellen werden folglich Proteine gebildet, welche einerseits eine weitere (Virus-)Proteinsynthese in jenen Zellen hemmen und andererseits den Abbau von viraler und zellulärer RNA bewirken. Vermehrt werden MHC-Klasse-I-Moleküle sowie Proteasomen gebildet, welche virusinfizierte Zellen durch T-Lymphozyten (Immunabwehr) leichter angreifbar machen. Alpha-Interferon aktiviert NK-Zellen (natürliche Killer-Zellen), welche der Virus- und Tumorabwehr dienen.
Das Binden der Alpha-Interferone an ihren spezifischen Rezeptor bewirkt eine Aktivierung der Rezeptor-assoziierten Januskinasen durch Phosphorylierung, welche nachfolgend die „signal transducer and activator of transcription“ STAT-Proteine phosphorylieren und damit aktivieren (JAK-STAT-Signalweg). Aktivierte STAT-Proteine dimerisieren (Homo- oder Heterodimer), translozieren in den Zellkern und aktivieren die Genexpression von „Interferon-stimulierten Genen“, indem sie an bestimmte Erkennungssequenzen dieser Gene binden. Ein Beispiel für die Signaltransduktion über Alpha-Interferon ist die Aktivierung von JAK1 und TYK2 (beides Janus-Kinasen am Rezeptor); diese phosphorylieren STAT1 und 2, die als Heterodimer zusammen mit IRF-9 (interferon regulatory factor 9) einen Komplex bilden (ISGF3: interferon stimulated gene factor 3). Dieser bindet an einem spezifischen Element der „Interferon-stimulierten Gene“ namens „interferon stimulated response element“ (ISRE) und aktiviert die Genexpression.

### Beta-Interferon

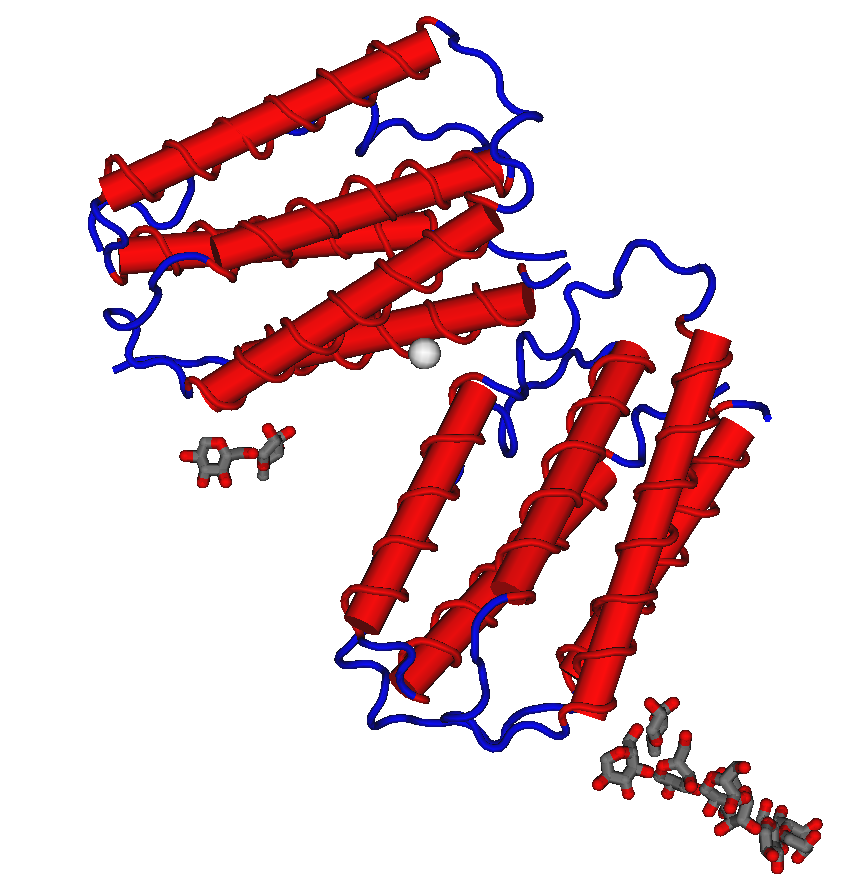
Humanes Interferon beta

Beta-Interferon (IFN-β; auch „Fibroblasten-Interferon“) ist ein Glykoprotein aus 166 Aminosäuren. Es wird von virusinfizierten Fibroblasten (Zellen des Bindegewebes) und vermutlich auch von allen anderen Zellen gebildet. Beta-Interferon bindet an den gleichen Rezeptor wie Alpha-Interferon und hat ähnliche Wirkungen.

### Gamma-Interferon

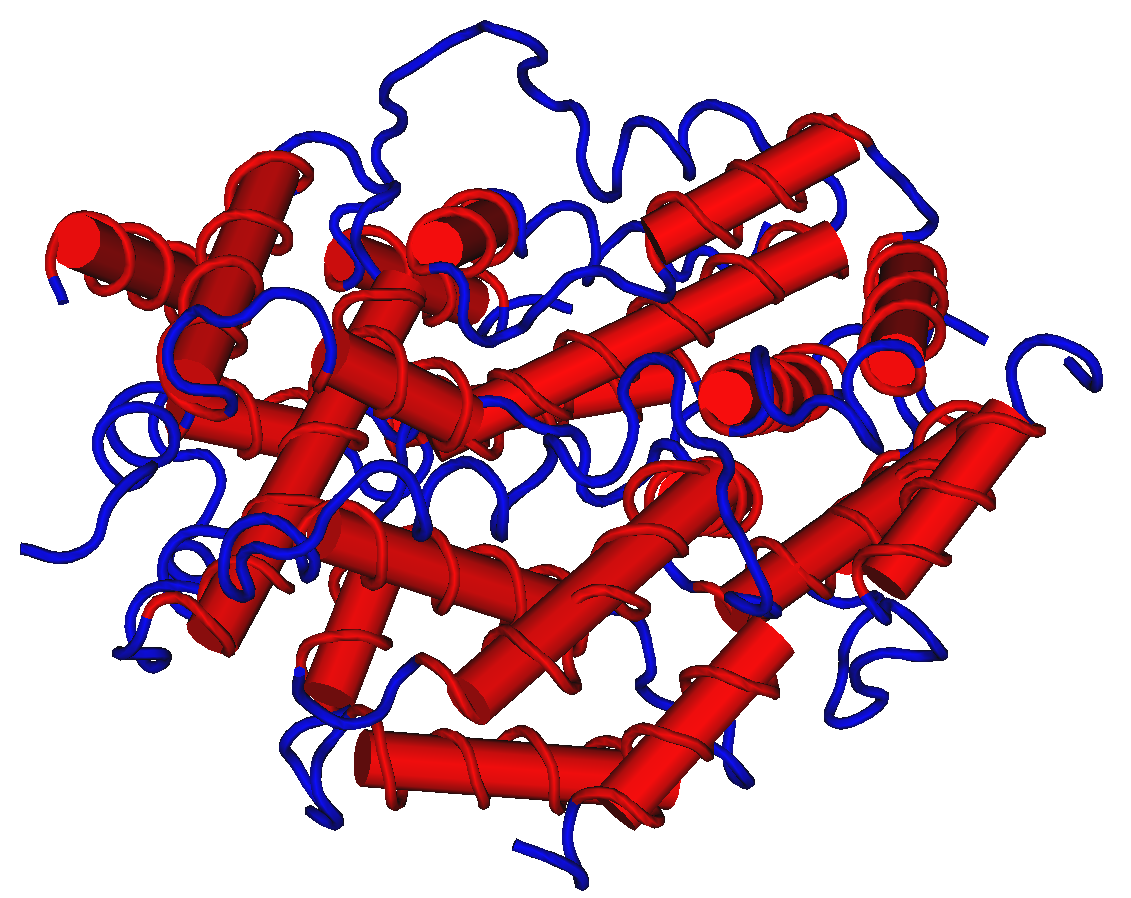
Humanes Interferon gamma

Gamma-Interferon I (IFN-γ; „Immun-Interferon“, früher Typ-II-Interferon) ist ein Glykoprotein aus 143 Aminosäuren. Es liegt in aktiver Form als Heterodimer vor.
Gamma-Interferon wird von TH1-Zellen (Subpopulation der T-Helferzellen, CD4-Rezeptor, Teil der adaptiven Immunabwehr) nach Kontakt mit einem Makrophagen gebildet, welcher Bakterien phagozytiert hat.
Gamma-Interferon hat eine aktivierende Wirkung auf Makrophagen, indem es eine bessere Verschmelzung von Phagosomen mit Lysosomen sowie die Produktion des bakteriziden Stickstoffmonoxids und reaktiver Sauerstoffradikale fördert. Außerdem induziert es antimikrobielle Peptide, 1α-Hydroxylase in Makrophagen und überführt 25(OH) Vitamin D3 in 1,25(OH)2Vitamin D3 ohne Produkthemmung der 1α-Hydroxylase. Die TH1-Immunantwort ist wichtig zur Abwehr intrazellulärer Infekte (Viren, Chlamydien, Mykobakterien, Pilze) bzw. Tumoren.

### Tau-Interferon
Tau-Interferon (IFN-τ) wird vom Rinder-Embryo vor dem 11./12. Tag vom Trophoblasten gebildet. Dies führt zur maternalen Erkennung der Trächtigkeit und zur Hemmung der Prostaglandin-Synthese durch das Endometrium der Mutterkuh. Ohne die Bildung von IFN-τ führt die Bildung von Prostaglandin zur Auflösung des Gelbkörpers und damit zum Abbruch der Trächtigkeit.

## Therapie mit Interferon

### Alpha-Interferon
Alpha-Interferon wird seit mehreren Jahren zur Therapie der chronischen Hepatitis-B- und früher zur Therapie der akuten und chronischen Hepatitis-C-Infektion eingesetzt. Therapeutisch kommt bei diesen Erkrankungen ein gentechnisch hergestelltes Alpha-Interferon (Interferon alpha-2a oder Interferon alpha-2b) zum Einsatz, das ursprünglich dreimal pro Woche subkutan injiziert werden musste. Seit 2000 sind leicht veränderte, sogenannte pegylierte Interferone (z. B. Peginterferon α) erhältlich, die aufgrund einer längeren Halbwertszeit nur einmal pro Woche oder seltener verabreicht werden müssen. Neben dem therapeutischen Einsatz der Alpha-Interferone in der Therapie der Virushepatitis werden Interferone dieser Gruppe auch in der Krebstherapie eingesetzt, und zwar zur Therapie der Haarzellleukämie, von T-Zell-Lymphomen der Haut, des Malignen Melanoms der Haut und der Schleimhaut (Interferon alpha-2a oder alpha-2b im Stadium II und III als adjuvante Therapie), des Kaposi-Sarkoms und der CML. Die antitumorale Wirksamkeit der Alpha-Interferone beruht zum einen auf einer antiproliferativen Wirkung, d. h., die Tumorzellen werden in ihrer gesteigerten Teilungsaktivität gehemmt, und zum anderen sowohl auf der Aktivierung von natürlichen Killerzellen, die Tumorzellen selbst abtöten können, als auch auf der Differenzierungsinduktion.
Weiterhin wird Alpha-Interferon bei der Therapie der Myeloproliferativen Neoplasien (MPN), wie Polycythaemia vera und der essentiellen Thrombozythämie eingesetzt, wobei die Wirkung auf dem suppressiven Effekt auf das Knochenmark beruht. Für die Polycythaemia vera steht seit 2019 erstmals ein eigens für diese Indikation zugelassenes Interferon-Präparat zur Verfügung.

### Beta-Interferon
Beta-Interferon wird zur Behandlung der Multiplen Sklerose und schwerer Viruserkrankungen eingesetzt.

### Gamma-Interferon
Gamma-Interferon findet als Medikament gegen Osteopetrose und Tumoren (mit z. Z. geringerem Erfolg) Einsatz.

### Nebenwirkungen der Interferontherapie
Nebenwirkungen einer Interferontherapie sind grippale Symptome wie Fieber (evtl. mit Schüttelfrost), Müdigkeit und Gelenkschmerzen. Infolge des suppressiven Effekts auf das Knochenmark kommt es zu Leukopenie und Thrombopenie. Die Verschlechterung der Leberfunktion ist besonders gefährlich bei einer bereits bestehenden Leberinsuffizienz. Selten können Autoimmunerkrankungen der Leber oder Schilddrüse auftreten. Auch psychische Veränderungen wie Depressionen oder verstärkte Aggressionsneigung können vorkommen. In vielen Fällen ist eine Zuordnung von Nebenwirkungen nicht sicher abzuschätzen, da z. B. Alpha-Interferon im Falle einer Therapie der Hepatitis C standardmäßig in Kombination mit Ribavirin (Nukleosidanalogon) eingesetzt wird.

## Entwicklung

### Darstellung und Synthese im industriellen Maßstab
1957 wurde Interferon durch den Briten Alick Isaacs und den Schweizer Jean Lindenmann am National Institute for Medical Research in London entdeckt. Sie stellten fest, dass embryonale Hühnerzellen in der Gewebekultur nach Inkubation mit inaktivierten Influenza-Viren eine Substanz, die von ihnen als Interferon bezeichnet wurde, in die Gewebekultur abgaben, die diese und andere Hühnerzellkulturen vor der Zerstörung durch die Viren schützten. Im Jahr 1979 gelang im Labor von Charles Weissmann in Zürich die Übertragung von menschlichen Interferon-Genen in Bakterien (rekombinante DNA). Damit wurde die Herstellung von reinem Interferon in beliebigen Mengen möglich.

### Zulassungen
| Datum   | Handelsname | Wirkstoff                | Hersteller                 | Indikation                                       |
| ------- | ----------- | ------------------------ | -------------------------- | ------------------------------------------------ |
| 1983    | Fiblaferon  | IFN beta                 | Rentschler                 | Schwere Viruserkrankungen / 2003 SARS            |
| 04/1987 | Roferon A   | IFN alpha-2a             | Roche                      | Krebs                                            |
| 1989    | Polyferon   | IFN gamma (rekombinant)  | Rentschler                 | Rheumatoide Arthritis (chronische Polyarthritis) |
| 12/1992 | Imukin      | IFN gamma-1b             | Boehr. Ing.                | Chronische Granulomatose                         |
| 11/1995 | Betaferon   | IFN beta-1b              | Bayer Pharma               | Multiple Sklerose                                |
| 03/1997 | Avonex      | IFN beta-1a              | Biogen                     | Multiple Sklerose                                |
| 05/1998 | Rebif       | IFN beta-1a              | Merck Serono               | Multiple Sklerose                                |
| 02/1999 | Inferax     | IFN alphacon 1           | Yamanouchi                 | Hepatitis C                                      |
| 03/2000 | Intron A    | IFN alpha-2b             | MSD Sharp & Dohme          | Hepatitis B/C, Malignes Melanom                  |
| 02/2002 | PegIntron   | pegyliertes IFN alpha-2b | MSD Sharp & Dohme          | Hepatitis C                                      |
| 06/2002 | Pegasys     | pegyliertes IFN alpha-2a | Roche                      | Hepatitis B/C                                    |
| 10/2007 | CinnoVex    | Biogeneric IFN beta-1a   | CinnaGen                   | Multiple Sklerose                                |
| 06/2008 | Extavia     | IFN beta-1b              | Novartis                   | Multiple Sklerose (identisch mit Betaferon)      |
| 02/2019 | Besremi     | Ropeginterferon alfa-2b  | AOP Orphan Pharmaceuticals | Polycythaemia vera                               |